# André Gonçalves (football)
Pour les articles homonymes, voir Gonçalves et André Gonçalves.
André Caetano Gonçalves, né le 23 janvier 1992 à Meiringen dans le canton de Berne, est un footballeur suisse et portugais. Il joue au poste de défenseur avec l'équipe suisse du FC Schaffhouse.

## Biographie

### En club
André Caetano Gonçalves commence le football dans les petits clubs du FC Glaris, en 1999, puis du FC Rapperswil-Jona en 2005. En 2006, il rejoint le centre de formation du FC Zurich à l'âge de 14 ans.
Le 21 juillet 2010, il est prêté une saison en deuxième division suisse dans le club de FC Aarau. Lors de la première journée, il dispute son premier match en professionnel contre le FC Locarno (2-0).

### En équipe nationale
En mai 2009, André Gonçalves dispute le Championnat d'Europe des moins de 17 ans en Allemagne avec les moins de 17 ans suisse où il dispute quatre matchs pour s'arrêter en demi-finales de la compétition. Il marque un but contre l'Italie en phase de poule.
Puis au mois d'octobre 2009, il participe à la Coupe du monde des moins de 17 ans au Nigeria où, il dispute 7 matchs et inscrit un but contre l'Allemagne en huitième de finale. La Suisse fait un excellent parcours et remporte la Coupe du monde contre l'équipe hôte, le Nigeria (1-0).

## Palmarès

### En sélection nationale
- Suisse -17 ans
  - Coupe du monde - 17 ans
    - Vainqueur : 2009.

## Statistiques
| Saison                | Club                  | Championnat           | Championnat | Championnat | Coupe(s) nationale(s) | Coupe(s) nationale(s) | Total | Total |
| Saison                | Club                  | Division              | M.          | B.          | M.                    | B.                    | M.    | B.    |
| 2010-2011             | FC Aarau (prêt)       | Challenge League      | 28          | 0           | 2                     | 0                     | 30    | 0     |
| 2011-2012             | FC Aarau (prêt)       | Challenge League      | 19          | 3           | 1                     | 0                     | 20    | 3     |
| Sous-total            | Sous-total            | Sous-total            | 47          | 3           | 3                     | 0                     | 50    | 3     |
| 2012-2013             | FC Zurich             | Super League          | 1           | 0           | -                     | -                     | 1     | 0     |
| Sous-total            | Sous-total            | Sous-total            | 1           | 0           | -                     | -                     | 1     | 0     |
| 2013-2014             | FC Schaffhouse        | Challenge League      | 30          | 2           | 1                     | 0                     | 31    | 2     |
| 2014-2015             | FC Schaffhouse        | Challenge League      | 15          | 1           | -                     | -                     | 15    | 1     |
| 2015-2016             | FC Schaffhouse        | Challenge League      | 28          | -           | 2                     | 0                     | 30    | 0     |
| 2016-2017             | FC Schaffhouse        | Challenge League      | 15          | 1           | 3                     | 1                     | 18    | 2     |
| 2017-2018             | FC Schaffhouse        | Challenge League      | 22          | 1           | 1                     | 0                     | 23    | 1     |
| 2018-2019             | FC Schaffhouse        | Challenge League      | 29          | 2           | 2                     | 0                     | 31    | 2     |
| Sous-total            | Sous-total            | Sous-total            | 139         | 7           | 9                     | 1                     | 148   | 8     |
| Total sur la carrière | Total sur la carrière | Total sur la carrière | 187         | 10          | 12                    | 1                     | 199   | 11    |